# فواديسواف غوموكا
فواديسواف غوموكا (6 فبراير 1905- 1 سبتمبر 1982) سياسي شيوعي بولندي. كان الزعيم الفعلي لبولندا بعد الحرب منذ عام 1947 حتى عام 1948. عاد بعد شهر أكتوبر البولندي إلى منصب زعيم مجددًا منذ عام 1956 حتى عام 1970. كان غوموكا يتمتع في البداية بشعبية كبيرة بسبب إصلاحاته؛ وبحثه عن «طريقة بولندية إلى الاشتراكية»؛ مما أدى إلى ظهور الفترة المعروفة باسم «الذوبان البولندي». من ناحية ثانية، أصبح خلال ستينيات القرن العشرين أكثر تشددًا واستبدادًا بسبب خوفه من زعزعة استقرار النظام، ولم يكن يميل إلى إدخال التغييرات أو السماح بها. في ستينيات القرن العشرين أيد اضطهاد الكنيسة الكاثوليكية، والمثقفين والمعارضة المناهضة للشيوعية.
منذ عام 1967 حتى عام 1968، سمح غوموكا بانفجار الحملات السياسية المعادية للسامية والمعادية للصهيونية، التي قام بها آخرون في الحزب بشكل أساسي، لكن غوموكا استغلها للاحتفاظ بالسلطة عن طريق تحويل الانتباه عن الاقتصاد الراكد. العديد من اليهود البولنديين الباقين غادروا البلاد. كان في ذلك الوقت هو المسؤول أيضًا عن اضطهاد الطلاب المحتجين وتشديد الرقابة على وسائل الإعلام. أيد غوموكا مشاركة بولندا في غزو حلف وارسو لتشيكسلوفاكيا في أغسطس عام 1968.
في المعاهدة مع ألمانيا الغربية، الموقعة في ديسمبر عام 1970 في نهاية فترة ولاية غوموكا في منصبه، اعترفت ألمانيا الغربية بحدود ما بعد الحرب العالمية الثانية، التي شكلت أساسًا للسلام المستقبلي والاستقرار والتعاون في أوروبا الوسطى. في الشهر نفسه، أدت الصعوبات الاقتصادية إلى ارتفاع الأسعار وبالتالي معارك دموية مع عمال أحواض بناء السفن على ساحل البلطيق، حيث قتل فيها العشرات من العمال رميًا بالرصاص. أجبرت الأحداث المأساوية غوموكا على الاستقالة والتقاعد. في استبدال جيلي للنخبة الحاكمة، تولى إدوارد غيريك قيادة الحزب وخفت حدة التوتر.

## طفولته وتعليمه
ولد غوموكا في 6 فبراير عام 1905 في قرية بياوبيزيغي فرانشيسكانسكي على أطراف كروسنو، في أسرة عامل تعيش في القسم النمساوي (منطقة غاليسيا). التقى والداه وتزوجا في الولايات المتحدة، حيث هاجر إليها كل منهما بحثًا عن العمل في أواخر القرن التاسع عشر، لكنهما عادا إلى بولندا المحتلة في أوائل القرن العشرين لأن جان والد فواديسواف لم يستطع إيجاد عمل مربح. عمل جان غوموكا لذلك كعامل في صناعة النفط في محافظة سوبكارباثيا. عادت أخت فواديسواف الكبرى جوزيفا، التي ولدت في الولايات المتحدة، إلى هناك بعد أن بلغت الثامنة عشر من عمرها لتنضم إلى أسرتها الموسعة، الذين هاجر معظمهم، وكي تحافظ على جنسيتها الأمريكية. عاش فواديسواف وشقيقاه الآخران طفولة من الفقر الغاليسي الذي يضرب به المثل، حيث كانوا يعيشون في كوخ متهالك ويأكلون البطاطا غالبًا. تلقى فواديسوف تعليمه الابتدائي فقط قبل أن يعمل في صناعة النفط في المنطقة.
ارتاد غوموكا في مدارس كرونسو لست أو سبع سنوات حتى سن الثالثة عشر عندما اضطر أن يبدأ التدرب في متجر حدادة. كان غوموكا قارئًا نهمًا خلال حياته وأنجز قدرًا كبيرًا من التعلّم الذاتي، لكنه بقي موضوعًا للسخرية بسبب افتقاره للتعليم الرسمي والسلوك. في عام 1922، نجح غوموكا في امتحانات التدريب وبدأ العمل في مصفاة محلية.